# Экологисты
«Экологисты» (фр. Les Écologistes) — левоцентристская зелёная французская политическая партия основанная 13 ноября 2010 года в результате слияния партии «Европа Экология» и «Зелёных». До октября 2023 года партия называлась «Европа Экология Зелёные».

## История
Коалиция двух партий была сформирована по инициативе Даниэля Кон-Бендита накануне выборов в Европарламент 2009 года. Помимо старых «зелёных» политиков, в неё вошли известные энвайроменталистские и левые активисты, например Жозе Бове (известный деятель альтерглобалистского и профсоюзного движения), Янник Жадо (бывший координатор Гринпис), Жан-Поль Бессе (бывший троцкист, основатель партии «Европа Экология»), Мишель Ривази (основательница Комиссии независимого изучения радиоактивности), Ева Жоли (магистрат, известная своими антикоррупционными расследованиями в разных странах).
Партия придерживается идей альтерглобализма и зелёной политики. Входит в состав «Глобальных зелёных» и Европейской партии зелёных. Представитель партии (бывший лидер «Зелёных») Сесиль Дюфло являлась министром жилищного строительства и равных территорий в правительстве Жан-Марка Эро.
В октябре 2023 года партия переименовалась в «Экологисты» (фр. Les Écologistes).

## Представительство партии и участие в выборах
- Национальное Собрание — 1 из 577 мест
- Сенат — 4 из 348 мест
- Европарламент — 5 из 74 мест

Летом 2011 года в результате праймериз внутри партии кандидатом в президенты Франции 2012 года была выдвинута Ева Жоли. По результатам первого тура выборов она получила 2,31 % голосов и заняла шестое место. На выборах в Национальную ассамблею 2012 года партия получила 5,46 % голосов в первом и 3,6 % голосов во втором туре.

## Список национальных секретарей
- Сесиль Дюфло (2010—2012)
- Паскаль Дюран[фр.] (2012—2013)
- Эмманюэль Косс (2013—2016)
- Давид Корман[фр.] (2016—2019)
- Жюльен Байу (2019—2022)
- Марин Тонделье (с 2022)